# Viane (Francja)
Viane – miejscowość i gmina we Francji, w regionie Oksytania, w departamencie Tarn.
Według danych na rok 1990 gminę zamieszkiwały 624 osoby, a gęstość zaludnienia wynosiła 16 osób/km² (wśród 3020 gmin regionu Midi-Pireneje Viane plasuje się na 507. miejscu pod względem liczby ludności, natomiast pod względem powierzchni na miejscu 174.).